# Bamboefrankolijn
De bamboefrankolijn (Pternistis nobilis; synoniem: Francolinus nobilis) is een vogel uit de familie fazantachtigen (Phasianidae). De wetenschappelijke naam van de soort is voor het eerst geldig gepubliceerd in 1908 door Reichenow.

## Beschrijving
De bamboefrankolijn wordt 35 cm lang en is overwegend donker roodbruin gekleurd. De kop is grijs en de nek is rood, evenals de naakte huid rond het oog en de poten. Het mannetje en het vrouwtje verschillen weinig het mannetje is iets groter. Mannetje wegen 860-895 gram, vrouwtjes 600 tot 670.

## Voorkomen
De soort komt voor in het midden van Afrika, in het oosten van Congo-Kinshasa en het aangrenzende gebied in Oeganda, Burundi en Rwanda. De bamboefrankolijn leeft in gebergtebossen met veel ondergroei zoals bamboe, tot op een hoogte van 3700 m boven de zeespiegel.

## Beschermingsstatus
Op de Rode Lijst van de IUCN heeft de soort de status niet bedreigd.